# Centre des technologies de l'eau
Pour les articles homonymes, voir CTE.
Le Centre des technologies de l'eau (CTE) est un centre de recherche appliquée et de services techniques qui fait partie des Centres collégiaux de transfert de technologie (CCTT) et rattaché au Cégep de Saint-Laurent, situé à Montréal (Québec) au Canada.
Le CTE met ses connaissances, son expertise et son expérience spécialisées au service des PME, des équipementiers, des municipalités et des organismes de bassin versant pour leur permettre de trouver des solutions optimales aux problèmes reliés à l’eau de façon efficace, objective et innovatrice.

## Mission du CTE
La mission du Centre, en qualité de centre collégial de transfert de technologie, est de contribuer à la diminution de l’utilisation de l’eau tout en mettant à jour les occasions d’affaire que celle-ci peut générer. Le tout se traduit par des innovations générant des économies ou des revenus additionnels non négligeables ou des occasions de marché à saisir ou à consolider. Le Centre supporte les projets en y intégrant une réflexion écologique qui se traduit par des changements financièrement réalisables et viables au quotidien.